# Antonio Fernández del Campo y Angulo
Antonio Fernández del Campo y Angulo Velasco (Valle de Mena, Burgos, ¿? -  lugar indeterminado, 23 de diciembre de 1681), religioso español, prior de La Coruña, colegial mayor del rey Carlos II en Alcalá de Henares, inquisidor de Toledo,  obispo de Tuy, de Coria y de Jaén.

## Biografía
Hijo de Pedro Fernández de Campo, fue patrón del convento de agustinos descalzos de la villa y corte de Madrid, I marqués de Mejorada, título que recayó en su sobrino Pedro Cayetano a la muerte de su padre.
Aprobó los nuevos estatutos del Seminario del obispado de Jaén el 1 de octubre de 1673.